# Michigan Stamping Company
Die Michigan Stamping Company mit Sitz in Chesterfield, Michigan, war zu Beginn des 20. Jahrhunderts ein bedeutender Zulieferer der US-Automobilindustrie. Die Firma stellte ab 1907 als einer von zwei Lieferanten einen großen Teil der Fahrgestelle für den Ford Modell T her. Diese Fahrgestelle haben die Buchstaben M.S.B. in einem Kreis eingeschlagen (Der andere, Parish & Bingham, kennzeichnete seine Rahmen mit P&B). Der Gründer der Murray Corporation of America, John William Murray, war zu dieser Zeit Werksleiter bei Michigan Stamping.
1916 bezog das Unternehmen neue Werksanlagen an der Mack Avenue in Detroit, nahe dem Werksgelände von Ford.
Das Unternehmen wurde später von der Briggs Manufacturing Company übernommen. 
Als diese Anfang der 1950er Jahre von den Erben des Firmengründers an die Chrysler Corporation verkauft wurde dienten die ehemaligen Anlagen der Michigan Stamping Co. als Karosseriewerk.
1979 wurden sie geschlossen.